# Thurgau Silence
Die Thurgau Silence ist ein 2005/06 als Bellevue gebautes Kabinenfahrgastschiff der Premicon Cruise MV Bellevue LP, einer Tochtergesellschaft der Premicon AG. Das Schiff wird von KD Cruise Services Ltd. bereedert und vom Reiseveranstalter Thurgau Travel auf dem Rhein und der Donau eingesetzt. Das Schiff war das dritte vom Typ TwinCruiser, bei dem die Fahrgasteinheit von der Antriebseinheit baulich voneinander getrennt wurden.

## Geschichte

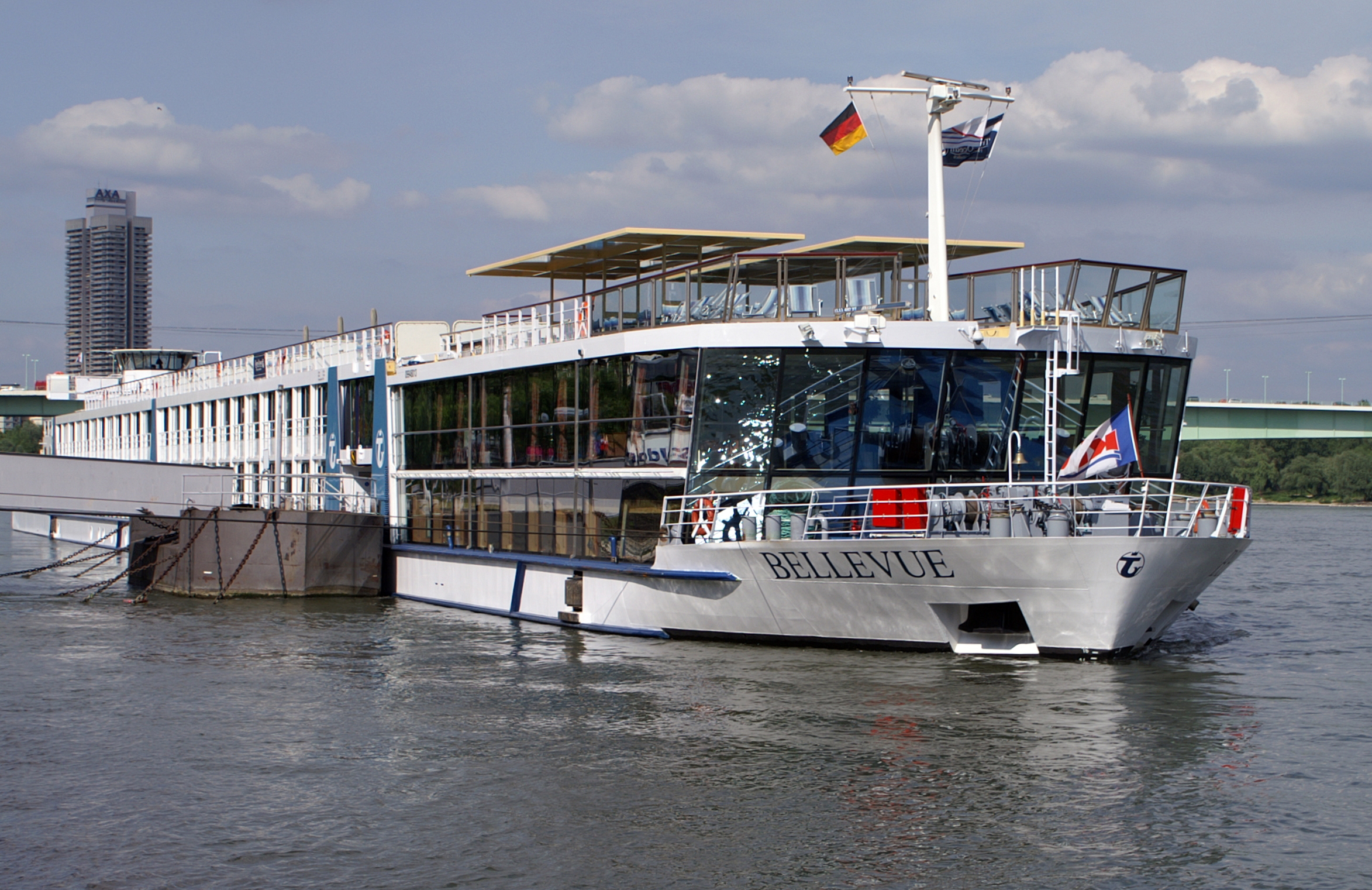
Als Bellevue in alter Lackierung am Anleger Köln

Die Bellevue war, neben drei gebraucht erworbenen Schiffen, der einzige Neubau des 2005 platzierten Schiffsfonds „Fluss-Quartett“ der Premicon AG. Nach der Kiellegung im Juli 2005 wurde das Schiff bis März 2006 unter der Baunummer 507 auf der Neptunwerft in Rostock gefertigt. Die Schiffstaufe fand am 26. April 2006 in Köln statt. Taufpatin war die kanadische Opern- und Musicalsängerin Anna Maria Kaufmann. Die Bellevue wurde unter der ENI-Nr. 04804590 mit dem Heimathafen Köln registriert. Bis Oktober 2009 bestand ein Zeitchartervertrag mit der Transocean Tours Touristik GmbH, die das Schiff auf Donau, Main, Mosel und Rhein einsetzte. Seit die Premicon das insolvente Unternehmen zum 1. November 2009 übernahm, befuhr sie nur noch Rhein und Mosel. Die Bereederung wurde am 1. Januar 2010 auf die KD Cruise Services Ltd. in Zypern, einer Unternehmenstochter der Köln-Düsseldorfer, übertragen. Zuvor wurde das Schiff in Valletta auf Malta registriert und erhielt die ENI-NR. 09948013.
Seit 2017 fährt das Schiff als Thurgau Silence unter Schweizer Flagge für den Reiseveranstalter Thurgau Travel.

## Ausstattung

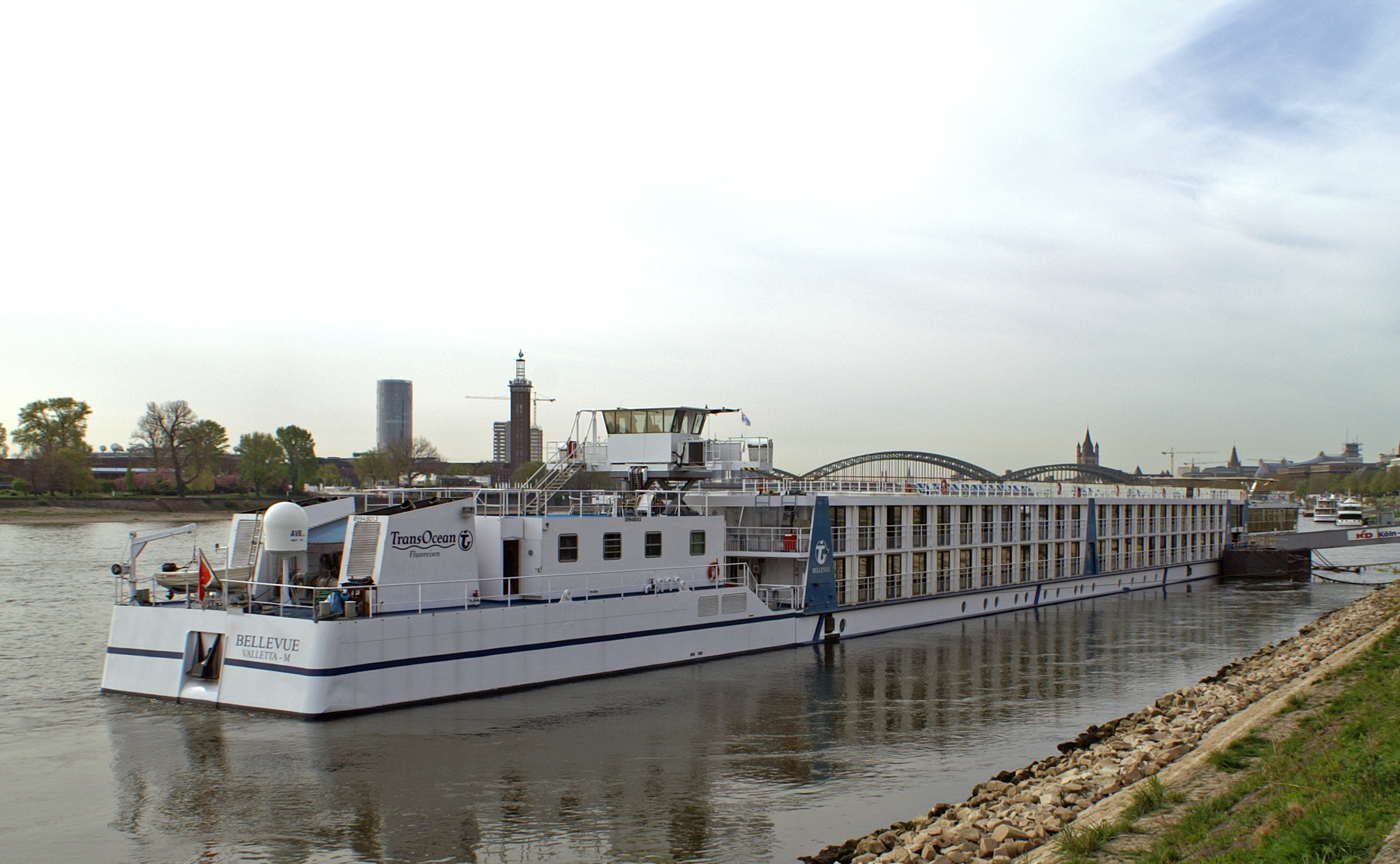
Heckansicht

Die Thurgau Silence ist ein Dreideck-Kabinenschiff der 4-Sterne-Kategorie mit 97 Doppelkabinen à 13 m². Das Unterdeck wurde Moseldeck benannt, das Hauptdeck wird als Rheindeck und das Oberdeck als Donaudeck bezeichnet. Im Moseldeck sind außer Versorgungs und Lagerräumen, 18 Mannschaftskabinen und dem Fitnessraum im Mittelschiff fünf Fahrgastkabinen eingerichtet, die mittels Klappbetten auch in Dreier- oder Viererbelegung angeboten werden. Im Bugbereich des Rheindecks liegt das Restaurant dem sich die Eingangshalle und 46 Fahrgastkabinen anschließen. Im Donaudeck liegt bugseitig die Lounge mit integrierter Bar, das Wiener Cafe sowie 46 Doppelkabinen. Alle Kabinen sind mit Radio, Sat-TV, Minibar, Safe und Telefon ausgestattet, die Einheiten in Rhein- und Donaudeck verfügen über einen französischen Balkon. Die Lounge und das Restaurant sind mit einer raumhohen Rundumverglasung ausgestattet. Das sich über die gesamte Fahrgasteinheit erstreckende Sonnendeck ist mit Liegestühlen, Sitzgruppen, Windschutzwänden und Sonnensegeln ausgestattet. In der achtern liegenden baulich getrennten Antriebseinheit liegen acht Kabinen für das nautische Personal.

## Konstruktion und Technik
Bei dem Schiff handelt es sich um einen TwinCruiser, der zum Lärmschutz für die Passagiere mit zwei festgekuppelten Schiffskörpern konstruiert wurde. Die Antriebseinheit ist 25 m lang, die Fahrgasteinheit 110 m. Die Breite der beiden Einheiten beträgt 11,40 m. Sie wird von zwei Acht-Zylinder-MTU-Dieselmotoren vom Typ 4000 M60 à 800 kW über zwei vierflügelige Veth-Propellergondeln angetrieben. Zusätzlich verfügt das Schiff über ein Bugstrahlruder vom Typ Jastram Azimuth Jet W60-compact. Die Energieversorgung wird durch drei Dieselgeneratoren à 310 kVA gewährleistet.